# Pere Llombard

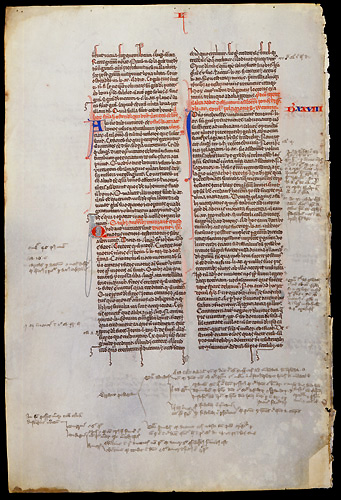
Exemplar de Libri Quatuor Sententiarum del segle XIII

Pere Llombard (vers 1100–París, 20 de juliol de 1160), o Petrus Lombardus, fou un teòleg escolàstic, autor de Quatre llibres de sentències, que es convertí en el llibre de text més estès pel que fa als estudis de Teologia.

## Biografia
Nasqué a Lumellogno, al Piemont, entre els anys 1095 i 1100. Probablement, la seva educació començà a les escoles catedralícies de Novara i Lucca. El bisbe de Lucca el recomanà a Bernat de Claravall i li permeté abandonar Itàlia per estudiar a les escoles catedralícies de Reims i París. A París, conegué a Pere Abelard i a Hug de Sant Víctor, dos dels teòlegs més destacats de l'època. No es disposa d'informació sobre la seva vida a París fins al 1142, quan se’l reconeix com un escriptor i professor reputat. El 1145, rebé el títol de magister (professor) a l'escola catedralícia de Notre Dame.
El seu estil d'ensenyament dialèctic adquirí anomenada i els canonges de Notre Dame varen demanar-li que s'unís a ells. El nomenament tenia molta rellevància perquè la resta de canonges eren membres de la dinastia Capet, per sang o matrimoni, membres de la noblesa de l'Illa de França o del País del Loira, o parents d'oficials reials. En canvi, Pere no tenia parents influents o suports polítics; fou convidat sols pels seus mèrits acadèmics.
Esdevingué sotsdiaca el 1147 i el 1156 fou ordenat sacerdot. Intervingué en el Concili de Reims del 1148 com a expert en teologia. Poc després del 1150, obtingué el títol de diaca i, el 1156, el d'arxidiaca. El 28 de juliol de 1159, dia de la festivitat de Sant Pere i Sant Pau, fou nomenat bisbe de París.
El seu exercici com a bisbe fou breu. Morí el 21 o el 22 de juliol de 1160 i el succeí Maurice de Sully, el constructor de la Catedral de Notre Dame. La seva tomba, a l'església de Saint-Marcel, a París, la destruïren durant la Revolució Francesa.

## Obra
Escriure comentaris dels Salms i de les epístoles paulines, però la seva obra magna fou el Libri Quatuor Sententiarum o Quatre llibres de sentències, que es convertí en el llibre de text bàsic per a l'estudi de Teologia a les universitats medievals. Des de la dècada del 1220 fins al segle xvi, cap altra obra de literatura cristiana, excepte la mateixa Bíblia, fou més comentada. Influencià els pensadors medievals més destacats, com Albert Magne, Sant Tomàs d'Aquino, Guillem d'Occam o Gabriel Biel. Fins i tot Martí Luter escrigué glosses sobre les sentències.
Quatre llibres de sentències és una compilació de textos bíblics, acompanyats de passatges destacats dels Pares de l'Església i d'altres pensadors medievals, sobre gairebé tot el camp de la Teologia, tal com s'entenia en la seva època. El primer llibre tracta sobre la Trinitat; el segon sobre la Creació; quant a Crist el tercer; i el quart versa sobre els sagraments.